# Meruoca
Meruoca é um município brasileiro do estado do Ceará. Sua população estimada em 01/07/2019 é de 15.057 habitantes. De suas terras brotam cristalinas águas que por vezes escorrem pelo relevo em esplendorosas cachoeiras e "encantantes" quedas d'água e que, por outras, passa roçando por entre pacientes e deslizantes granitos, a esculpi-los. Com a aprovação da Lei Complementar Estadual n° 168/2016 o município passou a integrar a Região Metropolitana de Sobral.

## Etimologia
O topônimo Meruoca vem do tupi e significa: Morada das Moscas, meru: mosca; e oca: casa, morada. Em "Regulamento das Aldeias - 1658/60", Pe. Vieira relata a existência de insetos que incomodavam bastante os missionários; muriçoca à noite, mosquitos, moscas, meruanha, mutuca durante o dia. Os índios, que antes tinham as furnas de pedras como moradia, passaram a fazer suas ocas de palha da palmeira babaçu. Daí as denominações do Riacho Ytacaranha  (pedra ruída, polida) e da Meruoca (MERU = mosca, meruanha e OCA = casa, morada).

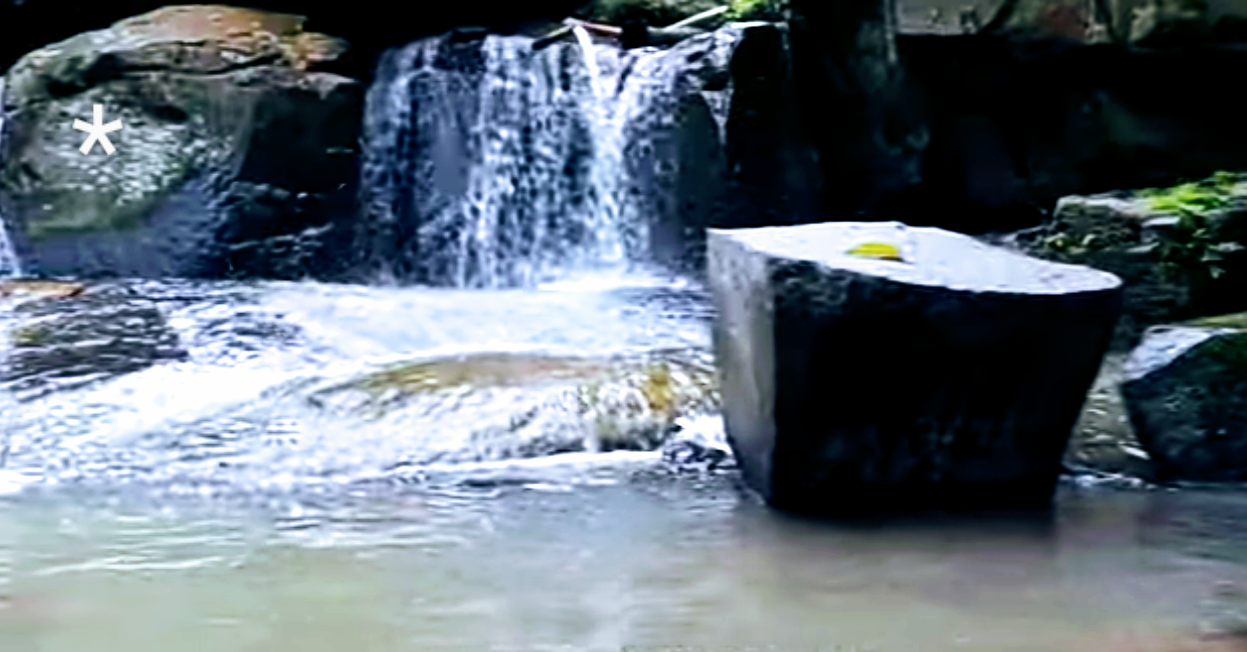
Riacho da cidade de Meruoca.

## História
O povoado de Meruoca teve sua fundação no recuado ano de 1727, quando foi iniciada a construção da capela de Nossa Senhora da Conceição. A capela recebeu o patrimônio de meia légua de terras na serra da Meruoca, doado pelo coronel Sebastião de Sá Barroso. Esse patrimônio só foi julgado, canonicamente, em 1767, pelo visitador José Teixeira de Azeredo. 

Segundo Manoel Rodrigues, no livro Meruoca no Contexto Planetário, a povoação iniciou por volta de 1712 com a construção, coordenada pelo 1º cura, o jesuíta Pe. Miranda, do 1º oratório à N.S.da Conceição, no Sitio São José à margem do riacho, onde segundo a lenda foi encontrada uma imagem da santa que por diversas vezes foi retirada para colocar em outro nicho e misteriosamente voltava para o mesmo lugar. A edificação foi de taipa coberta de palha e 15 anos depois, em 1727, com a doação de terras para formação do patrimônio (meia légua de terras com benfeitorias - plantios de cana-de-açúcar, café, arroz, trigo e fruteiras, um engenho e 100 cabeças de gado bovino), pelo sesmeiro Sebastião de Sá, iniciou-se a construção da igreja e a formação de ruas com casas; a maioria de palha. A Serra da Meruoca foi entregue a vários sesmeiros que tinham a missão de produzir. O maior deles, Sebastião de Sá tinha outras sesmarias na ribeira do Acaraú.
A freguesia de Nossa Senhora da Conceição e o distrito foram criados em virtude da lei nº 1.799, de 10 de janeiro de 1879. Instituída canonicamente por provisão de 4 de fevereiro de 1880, teve como primeiro vigário o padre Diogo José de Sousa Lima, que iniciou sua atividades, após tomar posse no cargo, a 29 de fevereiro de 1880.
Elevado à categoria de vila com a denominação de Meruoca, pela lei provincial nº 2090, de 1311-1885, desmembrado de Sobral. Sede na povoação de Meruoca. Constituído do distrito sede. Instalado em 24-01-1887.
Pela lei nº 5, de 12-01-1893, é criado o distrito de Floresta e anexado ao município de Meuroca. Em divisão administrativa referente ao ano de 1911, o município e constituído de 2 distritos: Meruoca e Floresta. Pela lei nº 1794, de 09-10-1920, é extinto o município de Meruoca, sendo seu território anexado ao município de Massapê, como simples distrito. Pelo decreto estadual nº 193, de 20-05-1931, o distrito de Meruoca volta a pertencer ao município de Sobral.
Assim permanecendo em divisão territorial datada 1-VII-1950.
Elevado à categoria de município com a denominação de Meuroca, pela lei estadual nº 1153, de 22-11-1951, desmembrado de Sobral, sede no antigo distrito de Meruoca. Constituído de 2 distritos: Meruoca e Alcântaras. Desmembrado de Massapê. Instalado em 25-03-1955.
Em divisão territorial datada de 1-VII-1955, o município é constituído de 2 distritos: Meruoca e Alcântaras.
Pela lei estadual nº 3961, de 10-12-1957, desmembra do município de Meruoca o distrito de Alcântaras. Elevado à categoria de município.
Em divisão territorial datada de I-VII-1960, o município é constituído do distrito sede.
Assim permanecendo em divisão territorial datada 31-XII-1963.
Pela lei estadual nº 7158, de 13-01-1964, é criado o distrito de São Francisco e anexado ao município de Meruoca.
Pela lei estadual nº 7159, de 14-01-1964, é criado o distrito de Camilos e anexado ao município de Meruoca.
Pela lei estadual nº 7163, de 14-01-1964, é criado o distrito de Santo Antônio dos Fernandes e anexado ao município de Meruoca.
Pela lei estadual nº 7167, de 14-01-1964, é criado o distrito de Palestina do Norte e anexado ao município de Meruoca. Em divisão territorial datada de 31-XII-1963, o município é constituído de 6 distritos: Meruoca, Camilos, Palestina do Norte, Santo Antônio dos Fernandes, São Francisco e Anil. Assim permanecendo em divisão territorial datada de 2005.
Transferências distritais

Pela lei estadual nº 1794, de 09-10-1920, transfere o distrito de Meruoca do município de Sobral para Massapê. Pelo decreto estadual nº 193, de 20-05-1931, transfere o distrito de Meruoca do município de Massapê para o de Sobral.

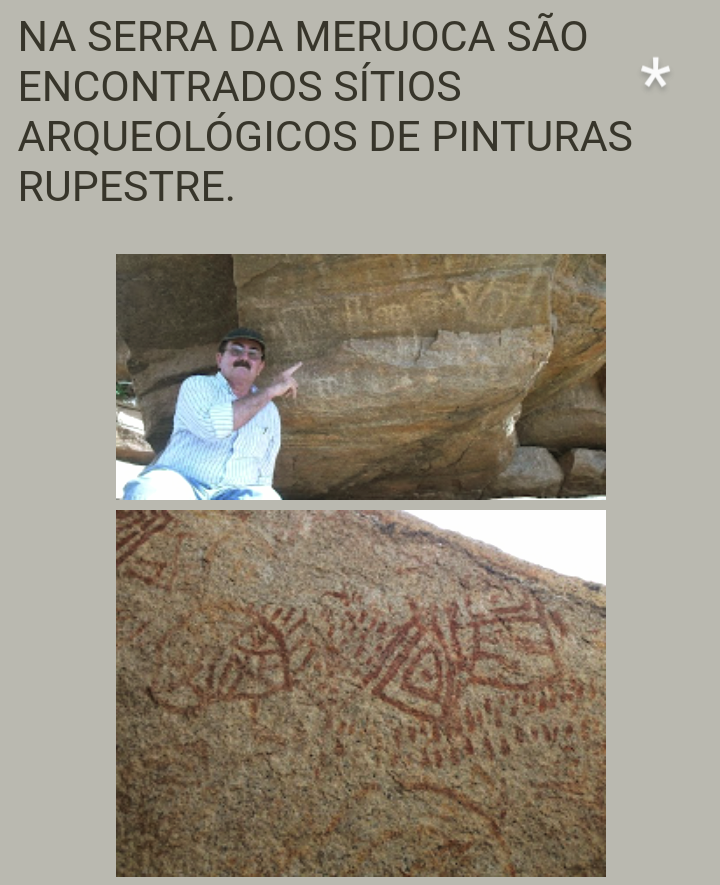
Arte feita há centenas de anos.

## Divisão Política
| Código IBGE | CEP          | Distritos                   | Ano de criação |
| ----------- | ------------ | --------------------------- | -------------- |
| 230820305   | 62130-000    | Meruoca                     | 1885           |
| 230820305   | 62137-000    | Anil                        | 2005           |
| 230820310   | 62132-000    | Camilos                     | 1964           |
| 230820315   | 62134-000    | Palestina do Norte          | 1964           |
| 230820320   | 62138-000    | Santo Antônio dos Fernandes | 1964           |
| 230820325   | Indisponível | São Francisco               | 1964           |

Fonte: IPECE - Instituto de Pesquisa e Estratégia Econômica do Ceará

## Geografia

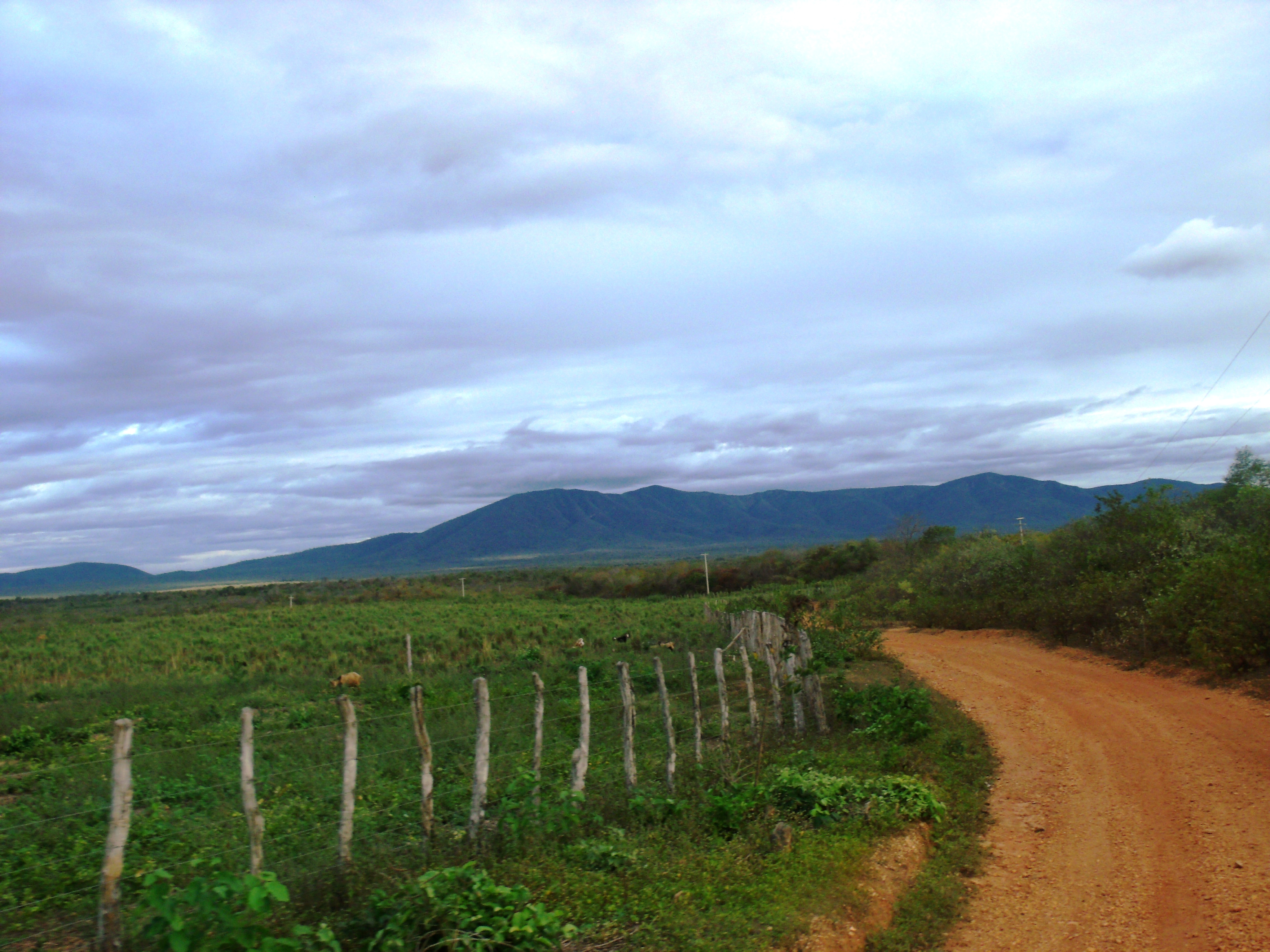
Vista da Serra da Meruoca.

### Clima
Tropical quente semiúmido com pluviometria média anual de 1.400 mm com chuvas concentradas de janeiro a abril.

### Hidrografia e recursos hídricos
O Riacho Ytacaranha tem sua origem histórica pelos idos de 1558 quando os índios, no Recôncavo Baiano, começaram a ser expulsos ou fugiam por não se adaptarem aos trabalhos pesados impostos pelos colonizadores, dentre eles os tapuias ou jês, de língua travada e resistentes à civilização. Se embrenhavam nas montanhas seguindo os cursos d'água em busca de sobrevivência. Pelas ribeiras do Acaraú alcançaram o riacho que subindo a serra encontraram frutas, caça e pesca. Furnas para moradias como das Lages, Pedra do Bocão, Furnas dos Índios em são Rafael e Mato Grosso. Ita=pedra na lingua tupy. Chamaram as furnas de pedra ruída, polida, por isso nomearam o riacho Itacaranha. Estudiosos depois grafaram com "Y" - Ytacaranha
As principais fontes de água são: Riachos Ytacaranha, Boa Vista/Jenipapo/Raiz, São Pedro/Mata Fresca, Mantensa, São Francisco/Croatá, Cajueiro, Bom Jesus, Coité, Poções. Sete açudes:  três em Meruoca (Ytacaranha, Quebra e Frexeiras), um em Anil, um em Baixa Grande, um no Monte e o Jenipapo, que é o maior da Serra da Meruoca; capacidade para 3,5 hm³, monitorado pela COGERH e dominado oficialmente de Açude Engº Heraldo Sanford Barros. Abastece por meio de adutoras as cidades de Meruoca e Alcantaras e várias localidades de Meruoca.

### Relevo e solos
A principal elevação é a Serra da Meruoca e devido ao tipo de solo, Meruoca localiza-se numa área de abalos sísmicos. Nos anos de 2005 e 2008 aconteceram vários.
Em relação ao nível do mar a altura média é de 717 m. sendo 670 na cidade, 700 na Pedra Limpa e 924 no Morro do Chapéu, ponto culminante.

Área territorial 149,8 km². Pela Lei 11891 de 24/12/2008 foi criada a APA SERRA DA MERUOCA (área de proteção ambiental) monitorada pelo ICMBio. 
Regionalização Interna

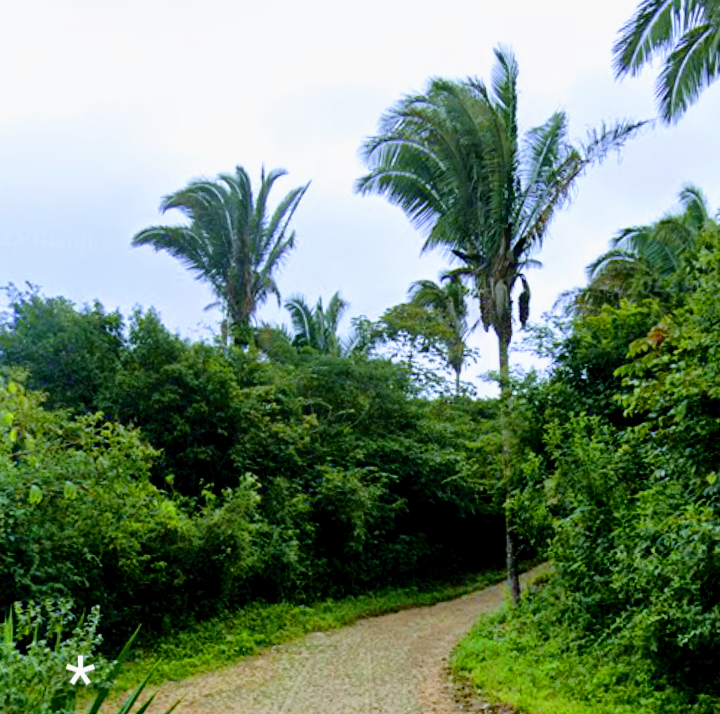
Babaçu (G. M.)

- Meruoca (sede) - (Monte, Boa Vista, Palmeiras, Cachoeira, Santa Rita, Jenipapo, São Bento, Pintos, Santa Rosa, Cadoz, Quebra, Sobradinho, Lages, Barra e Bom Jesus).
- Anil - (Pau d’Arco, Alegre, Poções, Gameleira, São Vicente, Baixa Grande, São Rafael, Coité e Mato Grosso).
- Camilos – (São Miguel, Amparo, Armador, São José dos Pedro, Forquilha, Mantença, São Cipriano, São João, São Braz, Estivas e  Recife).

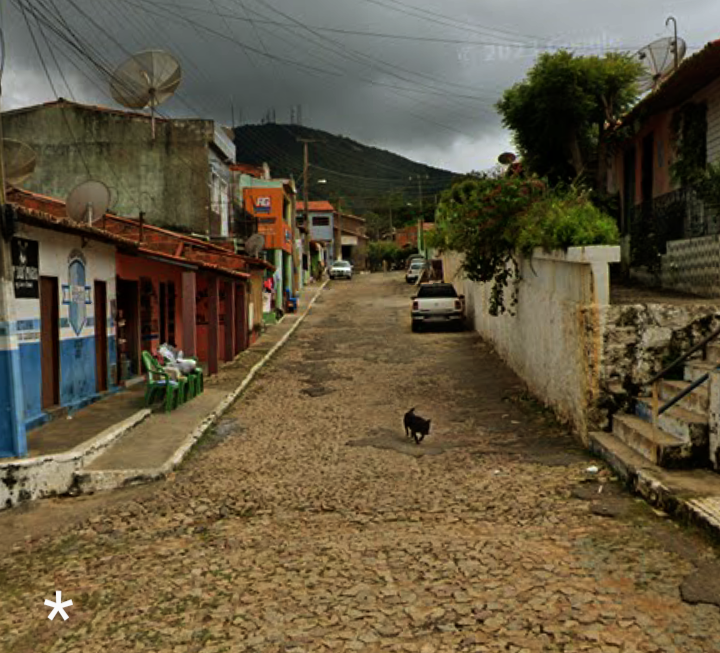
Distrito de Palestina (Judéia)

- Palestina do Norte Distrito de Palestina (Judéia) – (São Pedro, Saco dos Passarinhos, São Gonçalo, Santa Maria, Saco dos Lopes, Floresta e Mata Fresca).
- Santo Antônio dos Fernandes – (Bonfim, Água Branca, Sitio do Meio, Almas e Freixieiras da Boa Vista).
- São Francisco - (Santo Antônio dos Melos, Santo Inácio, Cajueiro, Croatá, Santa Úrsula, Baixa Grande, Santa Quitéria, Sapó, Anjo, Santo Elias, Juazeiro, Olho d’água e Descansador).

## Geologia

### Recursos minerais
Duas ocorrências de minério de ferro estão associadas ao contato da Suíte Meruoca com as rochas sedimentares do Grupo Jaibaras, onde há veios mineralizados de magnetita e hematita com até 2 metros de comprimento que se conectam as demais fraturas preenchidas por óxido de ferro que ocorrem na borda leste.

## Educação
O município de Meruoca possui 12 escolas municipais, 1 estadual. A Escola de Ensino Médio Mons. Furtado e a Universidade Aberta do Brasil - UAB/polo Meruoca.

## Turismo
O município de Meruoca tem se destacado nas últimas décadas como um dos polos turísticos da região noroeste cearense. Devido a sua altitude, acima dos 700 metros em relação ao nível do mar, e com temperaturas médias que podem chegar aos 15ºC, a região serrana meruoquense vem sendo bastante procurada por turistas de todo o país, atraídos principalmente pelas belezas naturais ali existentes. São muitos quilômetros quadrados de mata ainda virgem e dezenas de cachoeiras, onde muitas podem ser vistas no decorrer do percurso das estradas asfaltadas que dão acesso à cidade. 

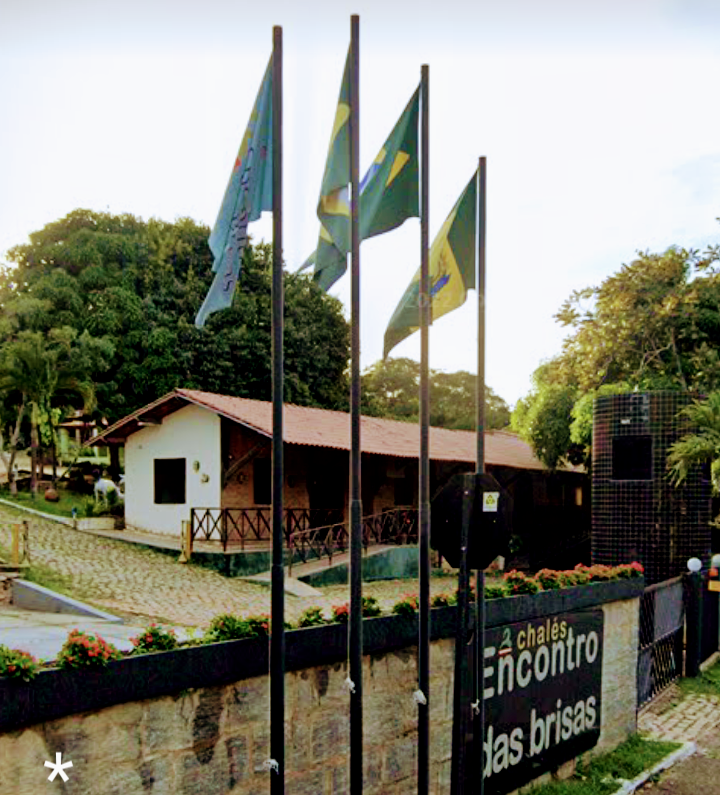
Chalés, Encontro das Brisas.

A cidade também é bem atendida por hotéis, pousadas, parque aquático e restaurantes. O Festival de inverno de Meruoca, que anualmente acontece trazendo grandes nomes da música nacional, como os cantores Fagner, Belchior, Biafra, Guilherme Arantes, dentre outros, atrai milhares de pessoas de vários estados, reforçando ainda mais a vocação turística da região. 

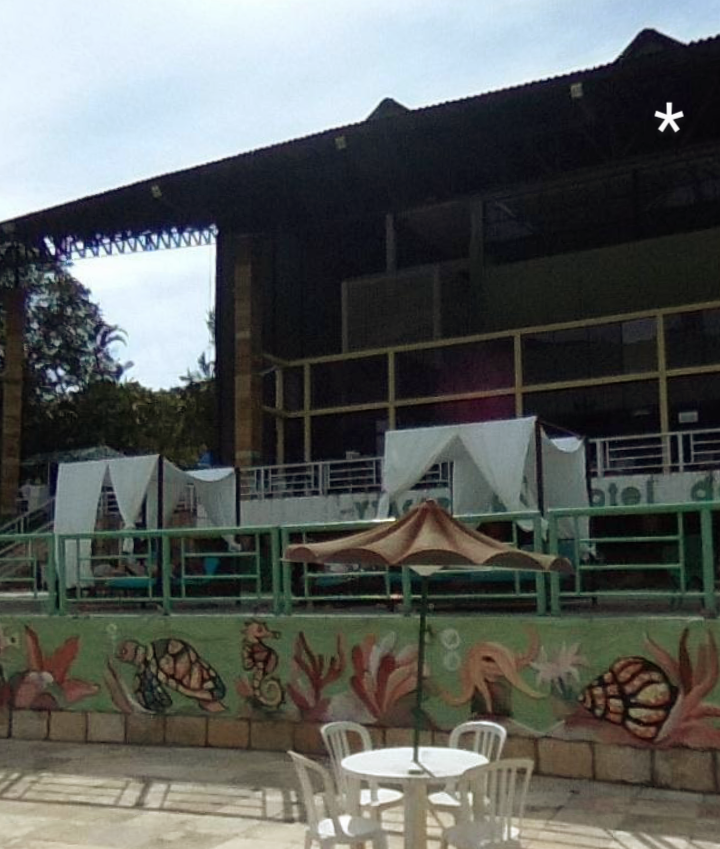
Ytacaranha Hotel e Parque

## Prefeitos
- Gregório da Cunha Freire (1955/1958) PTB
- José Eustáquio dos Santos (1959/1962) PTB
- Tobias de Sousa do Amaral (1963/1965)
- Carlos Marques (out/1965/1966) UDN
- José Davi do Nascimento (1967/1970) ARENA
- José Maria Roberto (1971/1972) ARENA
- Francisco Mendes de Mesquita (1973/1976) ARENA
- José Mendes de Araújo (1977/1982) ARENA
- Carlos Marques dos Santos (1983/1988) PDS
- Francisco Sanford Frota (1989/1992) PMDB
- Wildson Lobo Sanford Frota (1993/1996) PSDB
- Francisco Sanford Frota (1997/2000) PSD
- João Coutinho Aguiar Neto (2001/2004) PSB
- João Coutinho Aguiar Neto (2005/2008) PT
- Francisco Antônio Fonteles (2009/2012) PT
- Carlos José Magalhães do Nascimento (Interino, janeiro a junho de 2013) PT
- Manoel Costa Gomes (2013/2016) PT
- Francisco Antônio Fonteles (2017/2020) PP
- José Herton Alves de Sousa (2021 - atualmente) PT